# Leif Erickson (aktor)
Leif Erickson, właśc. William Wycliffe Anderson (ur. 27 października 1911 w Alamedzie, zm. 29 stycznia 1986 w Pensacoli) – amerykański aktor.

## Życiorys
Urodził się w Alamedzie w Kalifornii jako syn Margaret Medbury Sims. Kształcił się na Uniwersytecie Kalifornijskim, w latach 30. XX wieku śpiewał z zespołem tanecznym Teda Fio Rito i zmienił nazwisko na pseudonim Leif Erickson. Pracował jako wokalista i puzonista w orkiestrze muzycznej rewii Czyste szaleństwo, występował w przedstawieniach Maxa Reinhardta, a następnie zdobywał niewielkie doświadczenie sceniczne w komediowym wodewilu.
Podczas II wojny światowej służył w United States Navy. Awansując do stopnia starszego bosmana w Jednostce Fotograficznej Lotnictwa Marynarki Wojennej, służył jako fotograf wojskowy, kręcący filmy w strefach działań bojowych oraz jako instruktor. Został dwukrotnie zestrzelony na Pacyfiku i otrzymał dwa Purpurowe Serce. Erickson był w jednostce, która filmowała i fotografowała kapitulację Japonii na pokładzie USS Missouri w Zatoce Tokijskiej 2 września 1945. 
Pierwszymi filmami Ericksona były dwa zespołu z 1933 z Betty Grable, po czym zapoczątkowano serię westernów o Busterze Crabbe na podstawie powieści Zane’a Graya.
W 1976, u schyłku swojej kariery filmowej, Erickson odbył tournée z Rockiem Hudsonem i Claire Trevor przy produkcji John Brown’s Body Stephena Vincenta Benéta. Spektakl wyreżyserował John Houseman.
Był trzykrotnie żonaty. 8 lutego 1936 zawarł związek małżeński z aktorką Frances Farmer, 12 czerwca 1942 doszło do rozwodu. Od 12 czerwca do 1 października 1942 jego żoną była Margaret Hayes. 24 grudnia 1945 poślubił Annie Ruth Diamond. Mieli córkę Susan i syna, Williama Leifa, który zginął w wypadku drogowym w 1971.
Zmarł 29 stycznia 1986 w wieku 74 lat na nowotwór złośliwy w szpitalu Baptist Hospital, gdzie przebywał przez ponad tydzień.

## Filmografia

### Filmy
- 1937: Waikiki Wedding jako dr Victor Quimby
- 1937: Pani Walewska jako Paul Lachinski
- 1938: Wielka transmisja jako Bob Hayes
- 1942: Pardon My Sarong jako Whaba
- 1942: Night Monster jako Laurie
- 1942: Arabian Nights jako Kamar
- 1948: Przepraszam, pomyłka jako Fred Lord
- 1948: Kłębowisko żmij jako Gordon
- 1948: Joanna d’Arc jako Dunois, bękart Orleanu
- 1951: Czternaście godzin jako gość na przyjęciu (niewymieniony w czołówce)
- 1951: Statek komediantów jako Pete
- 1952: Abbott i Costello spotykają Kapitana Kidda jako Morgan
- 1953: Najeźdźcy z Marsa jako George MacLean
- 1954: Na nabrzeżach jako Glover, główny śledczy Komisji ds. Przestępczości
- 1964: Wagabunda jako Joe Lean
- 1965: Miraż jako major Crawford Gilcuddy

### Seriale
- 1958: Alfred Hitchcock przedstawia jako Wayne Phillips
- 1959: Rawhide jako Jeremiah Walsh
- 1961: Rawhide jako Frank Travis
- 1964: Alfred Hitchcock przedstawia jako dr Hellyer
- 1965: Alfred Hitchcock przedstawia jako Paul White
- 1973: Ulice San Francisco jako Henry Driscoll